# Herman Lodewijk van Hooff

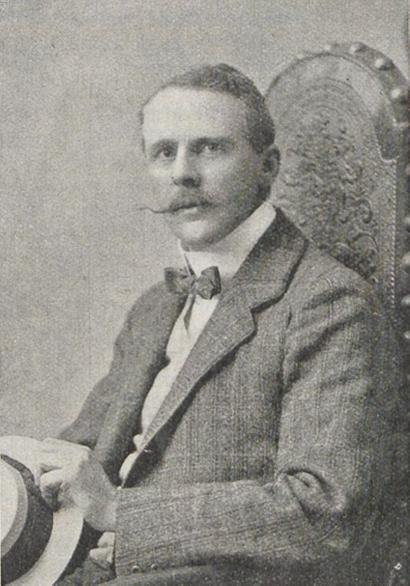
Herman Lodewijk van Hooff

Herman Lodewijk van Hooff (Rotterdam, 18 januari 1868 - Pinto Chili,  8 februari 1924) was een Nederlands waterbouwkundige. Hij was de zoon van de  oud-hoofdingenieur van de Waterstaat Adam van Hooff en Maria de Josselin de Jong.

## Opleiding en eerste werkkring
Hij studeerde aan de Polytechnische School te Delft. Als student had hij bijzondere technische liefhebberijen. In zijn eerste studentenjaar construeerde hij een waterfiets, die een ligplaats kreeg in de IJssel te Deventer en waarmede hij op den IJssel en aangrenzende kanalen watertochten maakte. Die lag tegenover het Hackforts Veenhuis, het buitengoed van zijn vader te Twelloo. In zijn volgende studentenjaren bouwde hij op zijn studentenkamer een centerboard, dat veel bekijks had; verschillende professoren stelden er levendig belang in. Zijn studentenkamer bleek snel te klein; er werd toen het raam van de kamer verwijderd, zodat een gedeelte van de boot over de straat heen uitstak. Gedurende zijn latere diensttijd als ingenieur, was zijn centerboard, de „Polytechnic", zijn trouwe metgezel. Nadat hij in 1890 het diploma van civiel ingenieur had behaald, werd hij tijdelijk geplaatst bij de werken van de Waterweg van Rotterdam naar zee. Als adspirant-ingenieur is hij aanvankelijk toegevoegd aan den inspecteur van de Waterstaat met standplaats 's-Gravenhage. In 1892 werd hij geplaatst in Terneuzen, waar hij werkzaam was bij het ontwerpen en detailleren van een rolbrug over de toenmalige Westsluis. In 1893 werd hij toegevoegd aan de ingenieur  te Dordrecht en in 1894 werd hij geplaatst bij de bouw den ingenieur van het 5de rivierarrondissement om dienst te doen bij
Voor het Internationale Binnenscheepvaartcongres te 's-Gravenhage (1894) schreef hij tezamen met ir. C. B. Schuurman een artikel over de „Relations entre la forme du tracé des rivières et la profondeur du chenal".
In 1896 gaat hij naar de nieuwe werken van het Noordzeekanaal bij IJmuiden. Toen hij te IJmuiden kwam, was de nieuwe schutsluis juist gereed. Onder andere heeft hij de rolschuif ontworpen in de uitwateringssluis, waardoor schepen kunnen worden geschut op elk willekeurig ogenblik.

## Brazilië
Tijdens zijn dienst te IJmuiden heeft Van Hooff een halfjaar verlof gehad (20 maart — 1 oktober 1899). De regering van Brazilië had namelijk aan de Nederlandse regering gevraagd om te mogen beschikken over de diensten van een ingenieur van de Waterstaat, voor het uitbrengen van een advies over de afwatering van het eiland Marajó in de Amazone-rivier. Na zijn terugkomst in Nederland hield hij daarover een voordracht in het Kon. Instituut van Ingenieurs (Verhandelingen 1900-1901, 1ste Afl.).
Na dit buitenlands verlof hervatte hij zijn dienst te IJmuiden. Voor De Ingenieur 1900, No. 25, een verhandeling van hem over golfverheffing in de buitenhaven te IJmuiden (tegenwoordig noemen we dat ook in het Nederlands shoaling). In datzelfde jaar woonde hij het 8ste Internationale Scheepvaartcongres te Parijs bij.

## Chili
In mei 1901 kreeg hij weer verlof om deel uit te maken van de commissie, die onder leiding van prof. ir. J. Kraus, een definitief ontwerp zou opmaken voor de haven van Valparaiso. Daarvoor was hij eerst een jaar in Chili en daarna was hij op het Delftse bureau werkzaam tot het voorjaar van 1903. Hij werd toen door de Chileense regering benoemd tot adviseur der Marine en verkreeg daarvoor verlenging van zijn dienstverlof. In dien tijd ressorteerden de havenwerken, voor zover ze bestonden in Chili, onder het Departement van Marine. Van Hooff maakte verschillende nieuwe studies en projecten voor havens en hield zich in het bijzonder bezig met normalisering van enkele rivieren, waarvan de uitvoering onder zijn leiding werd aangevangen. Zijn verlof in Nederlandse waterstaatsdienst werd intussen telkens verlengd, tot op 1 januari 1909 het eervol ontslag volgde. Hij bleef nog tot 1911 in dienst van het Chileense gouvernement. Daarna bleef hij te Valparaiso werkzaam als raadgevend ingenieur. Hij maakte in die tijd verschillende studies voor Engelse en Amerikaanse ondernemingen en was ook werkzaam voor de Hollandsche Maatschappij tot het maken van Werken in Gewapend Beton voor haar havenwerken. In 1914 werd hij benoemd tot corresponderend lid van het Bataafsch Genootschap der Proefondervindelijke Wijsbegeerte.

In 1916 trok hij zich uit de eigenlijke techniek terug en ging zich geheel wijden aan het landbouwbedrijf. Zijn gezondheid ging in de latere jaren sterk achteruit. Hij leed aan maag en hart en stierf op zijn farm te Pinto op 8 februari 1924.